# ワフー (SS-518)
ワフー (USS Wahoo, SS-518) は、アメリカ海軍の潜水艦。テンチ級潜水艦の一隻。艦名はフロリダから西インド諸島にかけて生息するダークブルーの体色を持つ食用魚カマスサワラに因む。その名を持つ艦としては2隻目。
ワフーの建造は認可されたものの、その契約は1944年8月29日に取り消された。ワフーの艦名はすでに建造が始まっていた SS-516 に命名された。
- この記事はアメリカ合衆国政府の著作物であるDictionary of American Naval Fighting Shipsに由来する文章を含んでいます。